# Courtrizy-et-Fussigny
Courtrizy-et-Fussigny település Franciaországban, Aisne megyében. Lakosainak száma 76 fő (2022. január 1.). Courtrizy-et-Fussigny Arrancy, Aubigny-en-Laonnois, Festieux, Mauregny-en-Haye, Saint-Erme-Outre-et-Ramecourt és Saint-Thomas községekkel határos.

## Népesség
A település népességének változása:
| Lakosok száma | 68   | 63   | 58   | 75   | 63   | 66   | 66   | 71   | 74   | 76   |
|               | 1968 | 1982 | 1990 | 2006 | 2013 | 2015 | 2017 | 2019 | 2020 | 2022 |